# Humberghaus

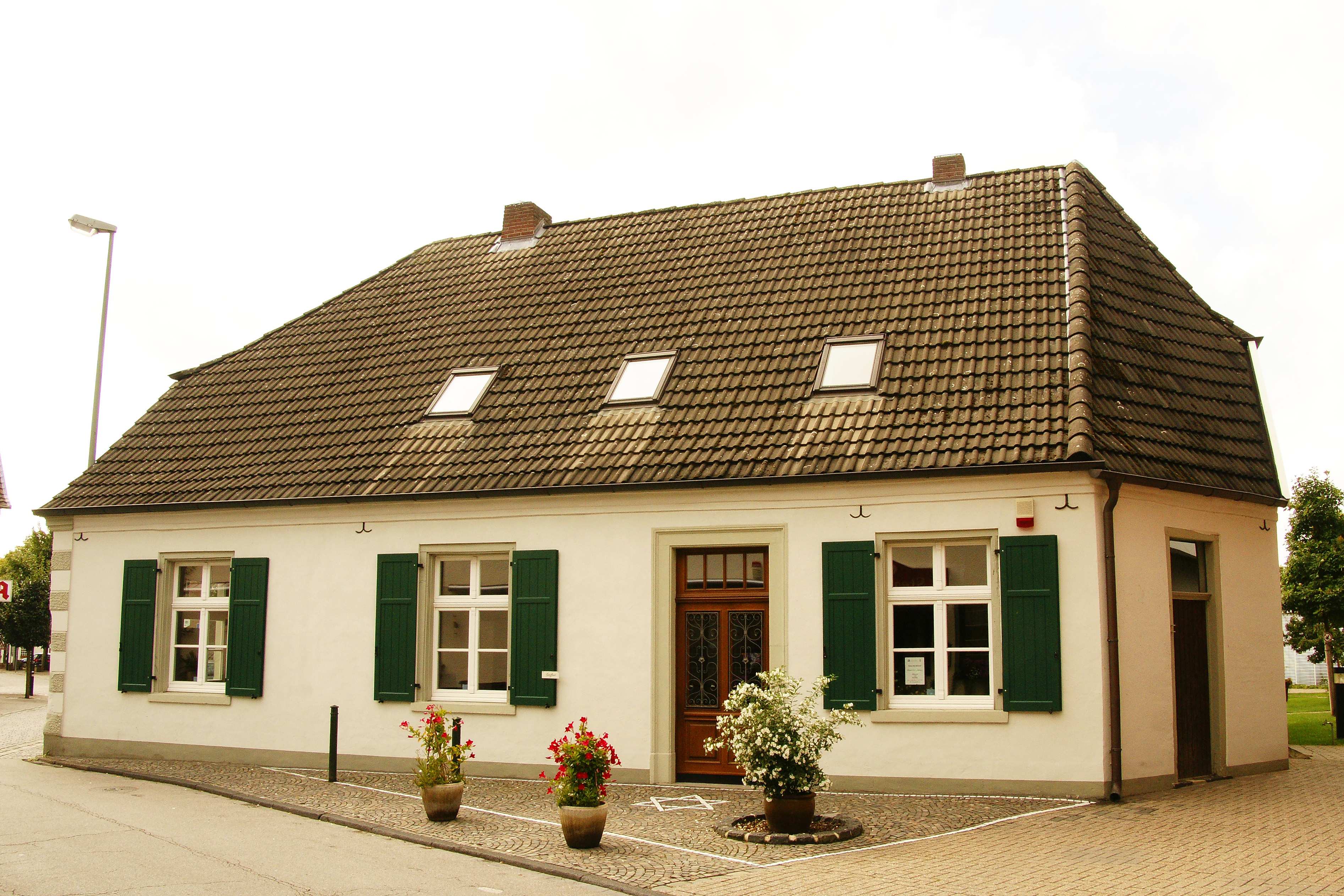
Das Humberghaus

Das Humberghaus in der Hohen Straße 1 in Hamminkeln-Dingden (Landkreis Wesel) war ein Wohn- und Geschäftshaus, das heute als Museum dient. Es erinnert an die jüdische Familie Humberg, die hier eine Metzgerei und einen Manufakturwarenladen betrieb und bis 1941 in Dingden wohnte. Seit 2012 ist der „Geschichtsort Humberghaus Dingden“ der Öffentlichkeit zugänglich.

## Geschichte

### Bis 1941
Der Vorgängerbau des Humberghauses wurde um das Jahr 1700 von Jacob Nienhaus aus Rhede (* ca. 1645; † 3. Oktober 1730) erbaut, dessen vermutlicher Bruder Johann in das Nachbarhaus, das heutige St. Josef-Altenpflegeheim, einheiratete. Jacobs Enkelin heiratete den aus dem Nachbarhaus stammenden Henrich Wilhelm Nienhaus (~ 20. Februar 1711; † 15. Oktober 1793), nach dem Tode von dessen Sohn 1797 bezog eine andere Familie das Haus. 1820 bezog der erste jüdische Einwohner Dingdens, der Kleinhändler Simon Cohen, das Haus. 17 Jahre später brannte das Haus ab und Simon Cohen begann mit einem Neubau, in den das alte Pflaster, das auf Niehaus hinwies, einbezogen wurde. Er übernahm sich dabei aber offenbar finanziell, so dass der noch nicht ganz fertige Neubau zwangsverkauft wurde. Die neuen Bewohner waren David Plaat und seine Familie, später dessen Bruder Philipp mit seiner Frau Aleida. Als diese verwitwet war, nahm sie ihre Nichte Rosalia Landau, danach verheiratete Humberg, bei sich auf.
Als die Nationalsozialisten 1933 an die Macht kamen, lebten hier noch Rosalia Humberg und ihr Sohn Leopold. Als das Haus 1938 von SA-Männern verwüstet wurde, war Rosalia schon nicht mehr am Leben. Das Haus wurde beschlagnahmt, Leopold 1941 vertrieben.

### 21. Jahrhundert
Im Jahr 2001 mietete der Heimatvereins Dingden das Haus, um die Ausstellungsfläche des Heimatmuseums zu vergrößern. Als Mitglieder des Heimatvereins das Haus entrümpelten und instand setzten, wurden zahlreiche Spuren aus dem Leben der Familie entdeckt, darunter eine private Mikwe. Daraufhin beschloss der Verein, die Funde für eine Ausstellung zur jüdischen Geschichte des Dorfes aufzubereiten. 2008 konnte der Heimatverein das Haus kaufen. Fachlich waren bei der Wiederherstellung des Hauses zwei Ämter im Landschaftsverband Rheinland beteiligt, das Amt für Denkmalpflege und das für Bodendenkmalpflege. Ihre Gutachten führten zur Unterschutzstellung im Denkmalschutz und einer dementsprechenden Förderung. 2010 wurde die Renovierung abgeschlossen. Seither zeigt das Haus den Zustand um 1940.
2012 wurde der „Geschichtsort Humberghaus Dingden“ in Anwesenheit einiger Nachfahren der Familie Humberg eröffnet. Aus Kanada kamen die Enkelin Ruth, verheiratete Muscovitch, und ihre Tochter Susan, ebenso die Urenkel Marvin und Leonard (Lennart) Terhoch aus der Familie eines Bruders. Seit 2014 ist das Humberghaus Mitglied im Arbeitskreis der NS-Gedenkstätten und -Erinnerungsorte in NRW.

## Spuren der Vergangenheit
Spuren des Vorgängerbaus des Humberghauses zeigen sich im Feldsteinpflaster, einem Kieselmosaik mit schwarzen und weißen Steinen, die auf ihrer Schmalseite stehen: Die Initialen „J N“ weisen auf den Erbauer des Hauses hin, der Jakob Nienhaus hieß.
Weil die Nutzer des Hauses nach der Deportation der Familie Humberg nur wenig daran veränderten, blieben aber auch viele Spuren des regionalen Landjudentums im Humberghaus erhalten. So ist im Außenputz neben der Eingangstür der Umriss eines kleinen ovalen Firmenschilds zu erkennen, das bereits am Tag der Machtübergabe 1933 von SA-Leuten abgeschlagen worden war. Es trug früher die Inschrift „Abraham Humberg. Viehhandel“. Außer der Mikwe fanden sich auch noch Spuren einer Mesusa an den Türrahmen. Unter dem Dielenboden wurde eine steinerne Darre gefunden, die wahrscheinlich dem ersten jüdischen Hausbesitzer gehörte.

### Räume
Im Humberghaus wurde seit 1840 eine koschere Metzgerei betrieben. Sie hatte einst der Familie Plaat gehört. 1882 übernahm Abraham Humberg das Geschäft. Später wurde die Metzgerei bis 1938 von seinen Söhnen Leopold und Siegmund weitergeführt. Sie befand sich in einem fünfeckigen Eckraum im Erdgeschoss. Aus hygienischen Gründen waren die Wände bis zu einer gewissen Höhe gestrichen; dieser grüne Anstrich samt einer Hängevorrichtung, an der die Tiere ausbluten konnten, wurden ebenso wie Reste von Dekormalereien rekonstruiert. Hinter diesem Raum befand sich eine Küche, in der Fleisch- und Wurstwaren zubereitet wurden. Sie war mit einer Handwasserpumpe und einer Spüle ausgestattet, damit das Fleisch von Blutresten gereinigt werden konnte. Wahrscheinlich enthielt sie auch einen Kessel zur Wurstherstellung. Das Haus wurde am 23. März 1945 von einer Bombe getroffen. Spuren dieses Ereignisses sind geborstene Deckenbalken sowie ein gebrochener Plattenbelag in der Küche.
Neben dieser beruflich genutzten Küche befand sich auf der Rückseite des Hauses die Essküche der Familie. Der originale Fliesenboden ist erhalten geblieben, ebenso vom Herdrauch geschwärzte Deckenbalken. An die Essküche schließt sich die sogenannte Upkamer an, ein Raum, der über dem gewölbten Keller des Hauses, drei Stufen erhöht, liegt. Diese Upkamer (niederländisch für „erhöhter Raum“) gestattete einen Blick in den Flur zwischen der Metzgerei und dem Manufakturwarenladen. In letzterem wurden Textilien aller Art verkauft und zur Verarbeitung als Kleidung angeboten, es gab also eine Schneiderei und entsprechende Angestellte. Ein Schwerpunkt lag auf Aussteuerware. Zur Zeit der Familie Humberg war die Upkamer mit einem Sofa ausgestattet und diente hauptsächlich als Aufenthaltsraum der Familie.
In dem Eckraum neben der Upkamer befindet sich die Mikwe, die als wertvollstes Zeugnis des jüdischen Lebens in Dingden gilt. Dass Privathäuser mit Mikwen ausgestattet waren, kam nur selten vor. Im Fall des Humberghauses ist die Einrichtung wohl auf das Metzgerhandwerk der Männer in der Familie Humberg zurückzuführen. Ulrich Hermanns vermutet, dass die Familie die private Mikwe einrichtete, nachdem die Mikwe in der Bocholter Synagoge nicht mehr zur Verfügung stand. Diese Mikwe wurde von Regenwasser gespeist und hatte keinen Abfluss.
Das Eckzimmer neben diesem Raum dürfte als Wohnzimmer gedient haben. Daneben lag Rosalia Humbergs Manufakturwarenladen. Er besaß einen dunkelgrünen Wandanstrich mit Kassettenfeldern, der fragmentarisch erhalten geblieben ist. Zwischen dem Manufakturwarenladen und der Metzgerei lag die Eingangstür des Hauses, durch die man einen Flur betrat, der geradeaus auf die Upkammer zuführte. Von diesem Flur aus führte auch eine Treppe ins Obergeschoss, in dem sich wahrscheinlich die Privaträume der Familie befanden. Ein Teil dieser Zimmer wird heute für Ausstellungen zur Geschichte Dingdens im Nationalsozialismus und in der Nachkriegszeit sowie über Emigration genutzt; außerdem sind im Obergeschoss Büro und Bibliothek untergebracht.

### Ausstellungsstücke
Im Humberghaus werden authentische Erinnerungsstücke an die Personen, die das Haus bis 1940 bewohnten, ausgestellt. Unter anderem übergab das Jüdische Museum Amsterdam dem Heimatverein Dingden den Nachlass Leopold Humbergs als Leihgabe. Ruth Muscovitch steuerte das Fahrrad ihres Vaters Ernst Humberg bei, das dieser auf der Flucht benutzt und dann bis nach Kanada mitgenommen hatte.
Einstige Bekannte übergaben dem Heimatverein weitere Gegenstände, die in die Ausstellung aufgenommen wurden. Das Uhrwerk einer französischen Kaminuhr aus der Zeit um 1900 stammt aus dem Besitz von Ernst und Hilde Humberg. Ernst Humberg floh in der Reichspogromnacht zu Nachbarn und später weiter über die nahe niederländische Grenze; seine Frau Hilde ließ später die Reste ihres Besitzes von der Schreinerei Klein-Wiele aus ihrem Haus in Brünen holen und, soweit möglich, reparieren. Die Kaminuhr von der Firma S. Marti war außen zerschlagen worden. Das intakte Uhrwerk schenkte Hilde einem der Mitarbeiter in der Schreinerei, Johann van Stegen. Hilde folgte ihrem Mann in die Niederlande und wanderte dann mit ihm nach Kanada aus. Van Stegens Nachfahren übergaben das Uhrwerk 70 Jahre später dem Humberghaus.
Aus Leopolds Besitz stammt ein blauer Steinzeugkrug aus dem Westerwald, der ebenfalls um 1900 hergestellt wurde. Er übergab ihn einer Nachbarin, Adelheid Bußkönning, zum Dank dafür, dass sie ihm bei seinem alten Freund Johann Kruse einen Rucksack besorgte, als er im Juli 1941 gezwungen wurde, seine Wohnung binnen weniger Stunden zu verlassen. Eine Nachfahrin übergab den Krug dem Museum.
Eine Passagierliste des Schiffs Duchess of Bedford der Canadian Pacific Navigation Company vom 31. März 1939 verzeichnet die Flucht von Adolf Terhoch, seiner Frau Frieda und ihrer Zwillinge, ebenfalls nach Kanada. Auch die Passagierliste von Ernsts Familie ist vorhanden.
Zur Metzgerei gehörte ein Rinderspalter, ein sehr langes Messer mit breiter Klinge. Ein Exemplar der Zeit ist ausgestellt, es stammt aus dem verschwägerten Betrieb in Velen-Ramsdorf.

## Die Familien Humberg, Terhoch, Frank, Muscovitch
Abraham Humberg wurde 1852 geboren. Er stammte aus Klein Reken, war Kaufmann, Metzger und Viehhändler, kämpfte im Deutsch-Französischen Krieg, wurde Mitglied im Dingdener Kriegerverein und heiratete 1882 Rosalia Landau. Im selben Jahr übernahm er die Metzgerei. 1894 wird er in Bocholt im „Verzeichnis der zum hiesigen israelitischen Männer-Verein gehörenden Mitglieder“ aufgeführt. Abraham Humberg starb im August 1932.
Seine Ehefrau Rosalia war vier Jahre jünger als ihr Mann. Sie war 1880 aus Ramsdorf zu ihrer Tante Aleida Plaat nach Dingden gezogen und übernahm deren Textilgeschäft. Rosalia Humberg lebte bis 1937. Obwohl die NSDAP es verboten hatte, nahmen an ihrer Beisetzung in Bocholt etliche Bürger des Ortes teil.
Rosalia und Abraham Humberg, die 1932 im Humberghaus ihre Goldene Hochzeit feiern konnten, hatten sieben Kinder:
Johanna
Das älteste Kind des Ehepaars Humberg war Johanna, die 1883 geboren wurde. Johanna Humberg blieb ledig und verkaufte Kurzwaren. Nach 1913 lebte sie in Wesel, an Schwerhörigkeit leidend. Vermutlich wurde sie nach ihrer Deportation nach Riga 1941 ermordet.
Leopold
Leopold Humberg, am 4. November 1884 geboren, blieb ledig. Er arbeitete als Viehhändler und Metzger und zog nicht aus seinem Elternhaus in Dingden aus. Er kam als Kriegsversehrter aus dem Ersten Weltkrieg zurück und war mit dem Eisernen Kreuz Zweiter Klasse ausgezeichnet. Leopold Humberg war der letzte jüdische Bürger Dingdens. Er musste den Ort am 18. Oktober 1941 verlassen und zog nach Velen. Am 31. Juli 1942 wurde er über Münster in das Ghetto Theresienstadt deportiert, wo er am 11. November 1942 starb, letzte Wohnstätte „Gebäude Q 310“.
Helene, verh. Frank, ihre Kinder und Enkel
Helene Humberg, geb. 1886, heiratete den Viehhändler und Metzger Abraham Frank (geb. 1872) im Nachbarort Velen und bekam mit ihm zwei Kinder, Edith und Siegfried. Gut in die Ortsgemeinschaft integriert, blieb die Familie Frank auch nach der Zwangsschließung der Metzgerei in Velen. Am 13. Dezember 1941 wurden Helene und Abraham Frank via Münster-Bielefeld nach Riga deportiert und dort ermordet. In der Bahnhofsallee in Velen wurde 2012 ein Stolperstein für Abraham Frank und die anderen Franks verlegt. Die Abraham-Frank-Schule in Velen, mit zweitem Standort in Ramsdorf, ist nach ihm benannt, stellvertretend für alle ermordeten Juden des Orts.

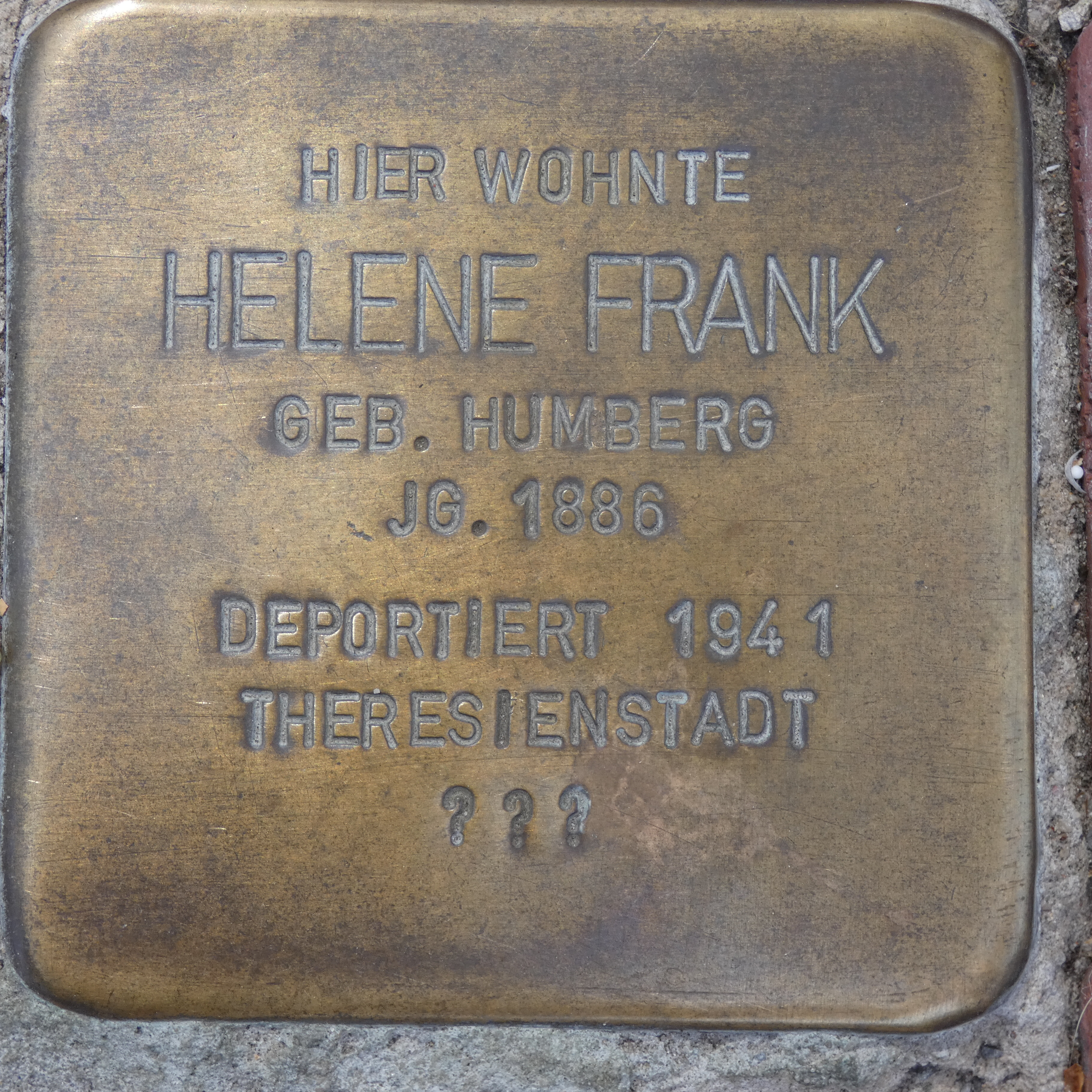
Stolperstein Helene Frank, geb. Humberg, in Velen. Tatsächlich gibt es jedoch keinen Bezug zu Theresienstadt.

Ihre 1918 geborene Tochter Edith Frank wurde am 1. April 1939 mit einem Kindertransport nach England geschickt. Sie lebte in London und ist das einzige Kind der Velener Familie Frank, das den Holocaust überlebt hat. Sie starb im Jahr 2000 im Exil.
Ediths Bruder Siegfried, geboren 1913, wurde bei den Ausschreitungen im Zuge der Reichspogromnacht 1938 festgenommen, er konnte danach in die Niederlande fliehen. Dort wurde er im September 1939 von den niederländischen Behörden festgenommen und kurz danach im Durchgangslager Westerbork interniert, als es noch unter einheimischer Verwaltung als ein „jüdisches Auffanglager“ stand. Hier blieb er fünf Jahre, auch als einige Zeit nach dem Überfall der Deutschen auf das Land das Lager unter deutsche faschistische Verwaltung kam. Die Nazis haben das Lager mit allen Insassen übernommen. Im Lager heiratete er Margot Cohen, geb. 15. Juli 1921 in Bocholt, die ihre Tochter Sophia, geb. 10. Februar 1940 in Almelo, mit in die Ehe brachte. Im September 1944 kam die ganze Familie nach Theresienstadt. Mutter und Tochter wurden kurz darauf, am 6. Oktober 1944, im Vernichtungslager Auschwitz ermordet.
Auch Siegfried Frank wurde nach Auschwitz transportiert und kam dann in das Außenlager Wille der BRABAG, zum Konzentrationslager Buchenwald gehörend. Er starb am 23. April 1945, auf dem Todesmarsch.
Siegmund, verheiratet mit Selma, Kanada
Am 27. September 1887 kam Siegmund (auch Sigmund) Humberg zur Welt. Er wurde wie sein Vater Viehhändler und Metzger. 1936 heiratete er Selma, geb. Gottschalk, mit der er am 18. März 1940 nach Kanada auswanderte, zunächst wohnend in Glenelm, Provinz Quebec, ab 1945 in Dewittville, Quebec, an der Grenze zu den USA. Das Ehepaar betrieb dort eine Farm. Siegmund Humberg starb 1951 in Dewittville. Selma verzog dann zu Verwandten in die USA, sie verstarb dort 1966.
Frieda, verh. Terhoch, und die Zwillingssöhne, Kanada, und deren Nachkommen
Frieda Humberg, am 17. Dezember 1889 geboren, war die jüngste Tochter. Sie heiratete den Händler Adolf Terhoch aus Drensteinfurt, mit dem sie 1921 die Zwillinge Kurt und Rudi (Rudolf) bekam. Die vier aus Ramsdorf konnten im September 1937 in die Niederlande, 1939 dann nach Kanada fliehen, wo sie sich in Winnipeg niederließen. Kurt und Rudi besuchten 1989 erstmals wieder Ramsdorf; in Kanada haben sie ihr Erwerbsleben lang als Elektriker in einer Elektrofirma in jüdischem Besitz gearbeitet. Frieda (in Kanada: „Freda“) führte in Winnipeg einen koscheren Partyservice und Imbiss, denn Winnipeg hat eine der größten jüdischen Gemeinschaften im Land. Von den insgesamt 6 Nachkommen der beiden Zwillinge sind drei bereits als Besucher im Humberghaus erschienen. Ein als Aussteuer mit den Initialen „F. T.“ bestickter Kissenbezug gelangte 2018 zurück nach Dingden, aus Anlass des Besuchs von Friedas kanadischer Ururenkelin Jocelyn im Gedenkort.

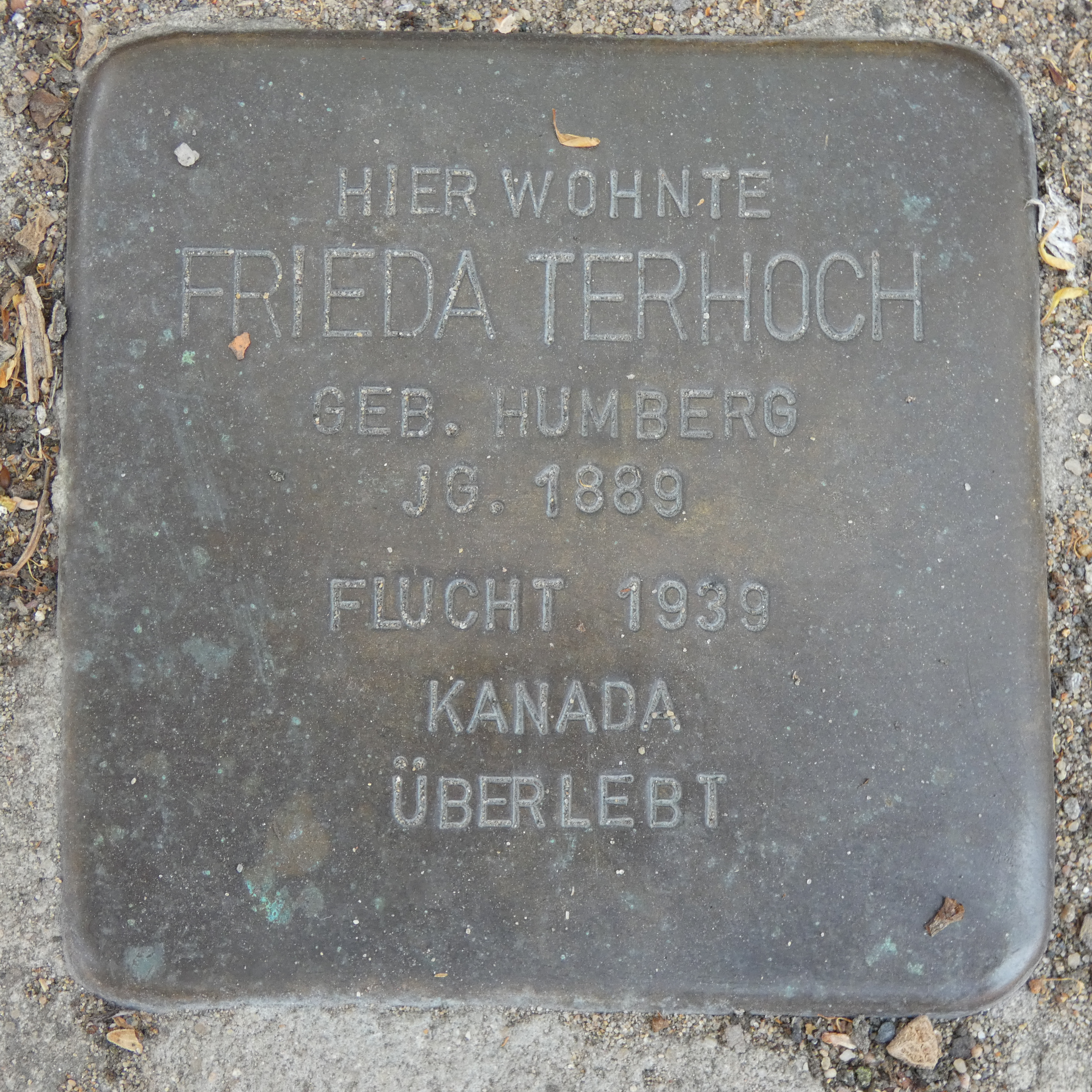
Stolperstein Frieda Terhoch, Ramsdorf, Hausstrasse 5, Überlebende in Kanada

An die vertriebene Familie erinnert der Terhochweg in Drensteinfurt, dem Geburtsort des Vaters Adolf.
Ernst, seine Ehefrau Hilde, ihre Tochter Ruth sowie die (Ur-)Enkel in Kanada
Ernst Humberg, das vorletzte Kind, kam 1893 zur Welt. Auch er ergriff den Beruf des Viehhändlers. 1930 zog er nach Brünen. Seine erste Frau, Erna geb. Leeser, verlor er bald. In zweiter Ehe heiratete er ihre jüngere Schwester Hilde (geb. 1904), mit der er am 17. November 1938 die Tochter Ruth bekam. Hilde stellte sich in der Reichspogromnacht hochschwanger den ihr Haus stürmenden SA-Männern entgegen, der Lärm weckte Ernst aus dem Schlaf, der darauf über ein Dachfenster fliehen konnte und sich bei Nachbarn versteckte. Anderntags gelang ihm die Flucht mit dem Fahrrad in die Niederlande, ebenfalls dank Unterstützung durch Freunde beim Verstecken und bei einer Fahrradreparatur. Diese Familie Humberg konnte 1939 aus den Niederlanden nach Winnipeg auswandern, wo sie Landwirte wurden. Ernst starb 1957, Hilde 1966. Seine Enkel und Urenkel halten regen Kontakt nach Dingden. In Brünen erinnert eine Gedenktafel an der Stelle des nicht mehr vorhandenen Wohnhauses auf Hebräisch und auf Deutsch an die Schoa, gestiftet von Ruths Tochter Susan Muscovitch.

„Gott voll der Gnade, der in der Höhe wohnt, Beschützer der Witwen und Vater der Vaterlosen, sei bitte nicht still und zeige keine Zurückhaltung im Interesse des jüdischen Blutes, das vergossen wurde wie Wasser.“

Das alte Fahrrad ist heute ein prominentes Ausstellungsstück im Humberghaus.
Wilhelm
Der jüngste Sohn der Familie wurde am 13. September 1895 geboren und wurde ebenfalls Viehhändler. Er heiratete Rosette (Rosetta) Menko, geb. 19. Mai 1908 in Winterswijk, mit der er seit 1928 in Borken lebte und seinen Beruf ausübte. Zwei Töchter, Margot (* 9. August 1929) und Vera, wurden dort geboren. Im Dezember 1933 zog die Familie nach Winterswijk, den Geburtsort Rosettas, um Sicherheit vor den Nazis zu suchen. Dort wurde ihr drittes Kind, Jakob, geboren. Rosetta und die drei Kinder wurden 1943 nach Auschwitz deportiert und am 3. September 1943 dort ermordet. Wilhelm starb am 31. März 1944 in der Nähe von oder in Warschau.
Fazit
An die Mitglieder der Familie Humberg erinnern Fotografien und Texte sowie etliche Gegenstände. Die Besucher erleben mit Hilfe eines IPod-Guides den häuslichen Alltag zur Zeit der letzten Bewohner. Der Illustrator Lars Baus schuf Zeichnungen, in denen er sich das damalige Familienleben in jedem Raum vorstellt.

## Kulturelle und internationale Zusammenarbeit
Das Humberghaus, das Kloster Marienthal, der Kulturkreis Marienthal und das Otto-Pankok-Museum „Haus Esselt“ in Hünxe-Drevenack arbeiten seit 2015 mit gemeinsamen Angeboten zusammen. 2016 schlossen sich zwei niederländische Einrichtungen, das Nationaal Onderduikmuseum und die „Koppelkerk“ in Bredevoort diesem Verbund an.